# Conservatoire de musique Alberto Castilla

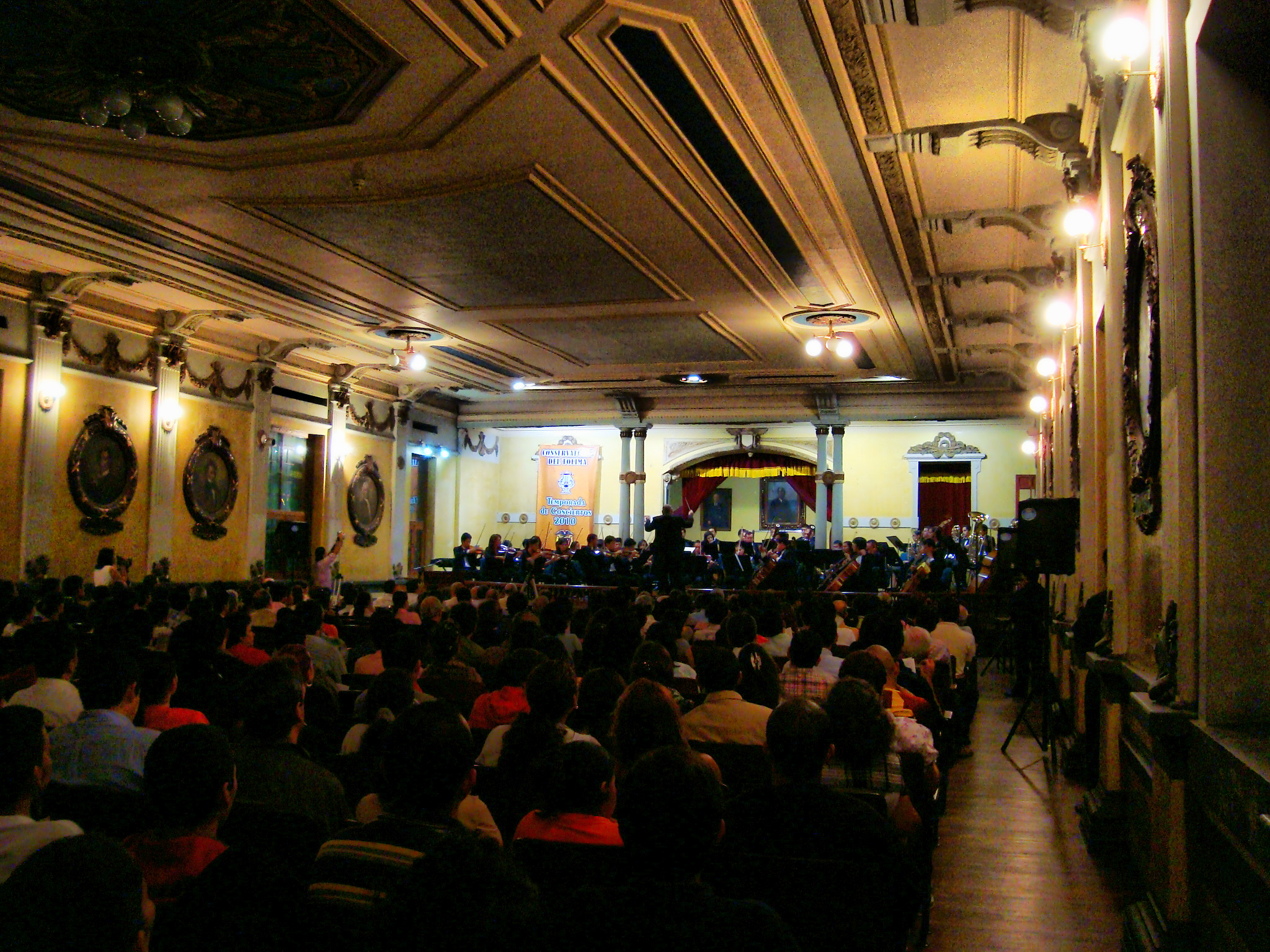
La salle de musique.

Le Conservatoire de musique Alberto Castilla, ou Conservatorio del Tolima, à Ibagué dans le département de Tolima en Colombie  est un conservatoire d’enseignement supérieur.
Créé à la fin du XIXe siècle (1889) par les familles Melendro  et Sicard, il devient par ordonnance (nº 22) du gouverneur  José I. Camacho , Académie de musique  le 22 avril 1893. Temístocles Vargas est nommé directeur.
L’académie cesse ses activités pendant la Guerre des Mille Jours et renait aux alentours de 1906. Elle est alors dirigée par Alberto Castilla.
De 1959 à 1998, le conservatoire est dirigé par Amina Melendro de Pulecio; sous sa direction , le lycée de musique est fondé, l’académie renommée en Conservatoire d’Ibagué, et des concours internationaux de chant choral y sont organisés .
La salle de musique Alberto Castilla est inscrite au registre des monuments nationaux de la Colombie via la loi no 112 du 19 janvier 1994, puis est précisée via la résolution no 1516 du 14 octobre 2003. Sur la façade extérieure de cette salle, quelques notes de l’Hymne national de la Colombie sont inscrites.